# Chocolataire

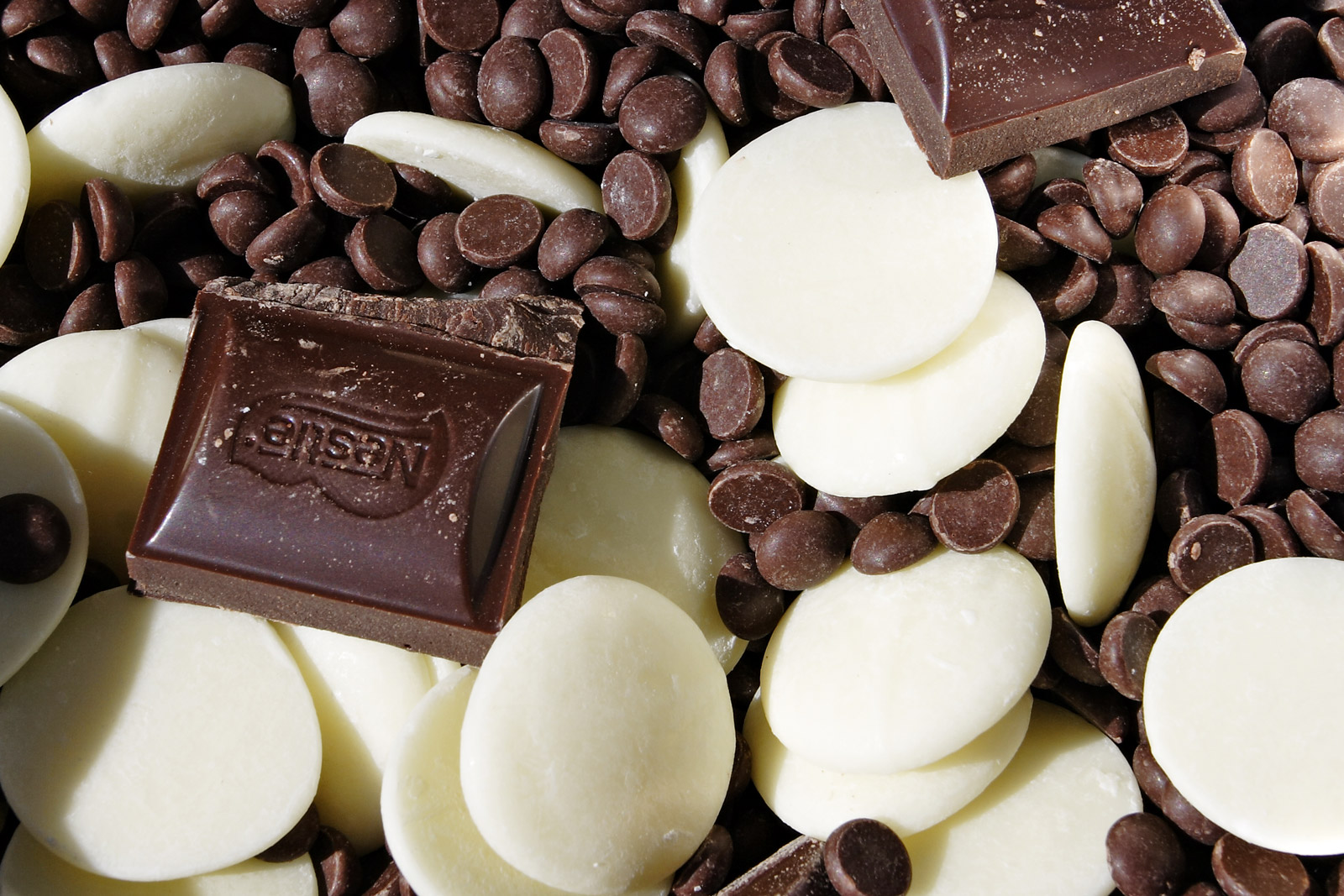
Varios tipos de chocolate

Un chocolataire es un tipo de reunión social, que va desde grandes eventos (como recaudación de fondos y sólo con invitación) a pequeñas funciones (similar en la estructura de las fiestas de té informal), en que toda la comida y las bebidas están compuestos o contengan algún tipo de chocolate. Considerado obsoleto por algunos, este entretenimiento alcanzó su máxima popularidad a comienzos del siglo XX (el proceso de hacer chocolate con leche fue traído al mercado en 1875).